# Stenocactus anfractuosus
Stenocactus anfractuosus là một loài thực vật có hoa trong họ Cactaceae. Loài này được (Mart.) A. Berger ex A.W. Hill miêu tả khoa học đầu tiên năm 1933.